# Torneo de Roland Garros 1957
La edición 56.ª de los Internacionales de Francia de Roland Garros se celebró  entre el 21 de mayo y el 1 de junio de 1957 en las pistas del Stade Roland Garros de París, Francia.
El cuadro individual masculino lo iniciaron 78 tenistas  mientras que el cuadro individual femenino comenzó con 64 tenistas.

## Hechos destacados
En la competición individual masculina se impuso  por el sueco  Sven Davidson  logrando el único título que obtendría en un torneo del Gran Slam  al imponerse en la final al estadounidense Herbert Flam convirtiéndose así en el primer tenista sueco en imponerse en Roland Garros.
En la competición individual femenina la victoria fue para la británica Shirley Bloomer que lograba su único título en un torneo del Gran Slam  al imponerse a la estadounidense Dorothy Head.

## Palmarés
|                      | Vencedor                     | Resultado     | Finalista                 | Finalista |
| -------------------- | ---------------------------- | ------------- | ------------------------- | --------- |
| Individual masculino | Sven Davidson                | 6-3, 6-4, 6-4 | Herbert Flam              |           |
| Individual femenino  | Shirley Bloomer              | 6-1, 6-3      | Dorothy Head              |           |
| Dobles masculino     | Mal Anderson Ashley Cooper   | 6-3, 6-0, 6-3 | Don Candy Mervyn Rose     |           |
| Dobles femenino      | Shirley Bloomer Darlene Hard | 7-5, 4-6, 7-5 | Yola Ramírez Rosie Darmon |           |
| Dobles mixto         | Věra Suková Jiří Javorský    | 6-3, 6-4      | Edda Buding Luis Ayala    |           |

## Cabezas de serie
| N° | Jugador            | Resultado                   | Resultado           |
| 1  | Lewis Hoad         | 3ª ronda batido por         | Neil C. Gibson      |
| 2  | Ashley Cooper      | Semifinal batido por        | Sven Davidson (3)   |
| 3  | Sven Davidson      | Victoria sobre              | Herbert Flam (8)    |
| 4  | Giuseppe Merlo     | 4ª ronda batido por         | Robert Haillet (13) |
| 5  | Mervyn Rose        | Semifinal batido por        | Herbert Flam (8)    |
| 6  | Nicola Pietrangeli | 1ª ronda batido por         | Mal Anderson        |
| 7  | Budge Patty        | 4ª ronda batido por         | Neale Fraser (10)   |
| 8  | Herbert Flam       | Final batido por            | Sven Davidson (3)   |
| 9  | Pierre Darmon      | 2ª ronda batido por         | Sergio Jacobini     |
| 10 | Neale Fraser       | Cuartos de final batido por | Ashley Cooper (2)   |
| 11 | Jacques Brichant   | Cuartos de final batido por | Sven Davidson (3)   |
| 12 | Jaroslav Drobný    | 2ª ronda batido por         | Kurt Nielsen        |
| 13 | Robert Haillet     | Cuartos de final batido por | Mervyn Rose (5)     |
| 14 | Paul Remy          | 4ª ronda batido por         | Sven Davidson (3)   |
| 15 | Mike Davies        | 3ª ronda batido por         | Philippe Washer     |
| 16 | Luis Ayala         | 3ª ronda batido por         | Francisco Contreras |

| N° | Jugadora            | Resultado                   | Resultado           |
| 1  | Shirley Bloomer     | Victoria sobre              | Dorothy Knode (2)   |
| 2  | Dorothy Knode       | Final batida por            | Shirley Bloomer (1) |
| 3  | Christiane Mercelis | Cuartos de final batida por | Ann Haydon          |
| 4  | Edda Buding         | 3ª ronda batida por         | Vera Puzejova (13)  |
| 5  | Darlene Hard        | Cuartos de final batida por | Vera Puzejova (13)  |
| 6  | Mary Hawton         | 3ª ronda batida por         | Ann Haydon          |
| 7  | Silvana Lazzarino   | 2ª ronda batida por         | Daphne Fancutt      |
| 8  | Annalissa Bellani   | 3ª ronda batida por         | Zsuzsi Kormoczy (9) |
| 9  | Zsuzsi Kormoczy     | Cuartos de final batida por | Shirley Bloomer (1) |
| 10 | Heather Brewer      | Cuartos de final batida por | Dorothy Knode (2)   |
| 11 | Jacqueline Kermina  | 2ª ronda batida por         | Ann Haydon          |
| 12 | Ginette Bucaille    | 2ª ronda batida por         | Margaret Hellyer    |
| 13 | Vera Puzejova       | Semifinal batida por        | Shirley Bloomer (1) |
| 14 | Erika Vollmer       | 3ª ronda batida por         | Christiane Mercelis |
| 15 | Pilar Barril        | 3ª ronda batida por         | Dorothy Knode (2)   |
| 16 | Yola Ramírez        | 3ª ronda batida por         | Shirley Bloomer (1) |

## Cuadros Finales

### Categoría senior

#### Torneo individual masculino
|  | Cuartos de final | Cuartos de final | Cuartos de final | Cuartos de final | Cuartos de final | Cuartos de final | Cuartos de final |   |               | Semifinales  | Semifinales | Semifinales | Semifinales | Semifinales  | Semifinales | Semifinales |   |  | Final | Final | Final | Final | Final |  |
|  |                  |                  |                  |                  |                  |                  |                  |   |               |              |             |             |             |              |             |             |   |  |       |       |       |       |       |  |
|  |                  |                  |                  |                  |                  |                  |                  |   |               |              |             |             |             |              |             |             |   |  |       |       |       |       |       |  |
|  |                  | Philippe Washer  | 7                | 4                | 3                | 6                | 4                |   |               |              |             |             |             |              |             |             |   |  |       |       |       |       |       |  |
|  |                  |                  |                  |                  |                  |                  |                  |   |               |              |             |             |             |              |             |             |   |  |       |       |       |       |       |  |
|  | 8                | Herbert Flam     | 5                | 6                | 6                | 4                | 6                |   |               |              |             |             |             |              |             |             |   |  |       |       |       |       |       |  |
|  | 8                | Herbert Flam     | 5                | 6                | 6                | 4                | 6                |   | 8             | Herbert Flam | 4           | 6           | 4           | 6            | 7           |             |   |  |       |       |       |       |       |  |
|  |                  |                  |                  |                  |                  |                  |                  |   | 8             | Herbert Flam | 4           | 6           | 4           | 6            | 7           |             |   |  |       |       |       |       |       |  |
|  |                  |                  | 5                | Mervyn Rose      | 6                | 4                | 6                | 2 | 5             |              |             |             |             |              |             |             |   |  |       |       |       |       |       |  |
|  | 13               | Robert Haillet   | 5                | Mervyn Rose      | 6                | 4                | 6                | 2 | 5             |              |             |             |             |              |             |             |   |  |       |       |       |       |       |  |
|  | 13               | Robert Haillet   |                  |                  |                  |                  |                  |   |               |              |             |             |             |              |             |             |   |  |       |       |       |       |       |  |
|  | 5                | Mervyn Rose      |                  |                  |                  |                  |                  |   |               |              |             |             |             |              |             |             |   |  |       |       |       |       |       |  |
|  | 5                | Mervyn Rose      |                  |                  |                  |                  |                  |   |               |              |             |             | 8           | Herbert Flam | 3           | 4           | 4 |  |       |       |       |       |       |  |
|  |                  |                  |                  |                  |                  |                  |                  |   |               |              |             |             |             |              |             |             | 4 |  |       |       |       |       |       |  |
|  |                  |                  | 3                | Sven Davidson    | 6                | 6                | 6                |   |               |              |             |             |             |              |             |             |   |  |       |       |       |       |       |  |
|  | 11               | Jacques Brichant | 3                | Sven Davidson    | 6                | 6                | 6                | 2 | 2             | 6            | 2           |             |             |              |             |             |   |  |       |       |       |       |       |  |
|  | 11               | Jacques Brichant |                  |                  |                  |                  |                  |   |               |              |             |             |             |              |             |             |   |  |       |       |       |       |       |  |
|  | 3                | Sven Davidson    | 6                | 6                | 4                | 6                |                  |   |               |              |             |             |             |              |             |             |   |  |       |       |       |       |       |  |
|  | 3                | Sven Davidson    | 6                | 6                | 4                | 6                |                  | 3 | Sven Davidson | 6            | 2           | 2           | 6           | 6            |             |             |   |  |       |       |       |       |       |  |
|  |                  |                  |                  |                  |                  |                  |                  | 3 | Sven Davidson | 6            | 2           | 2           | 6           | 6            |             |             |   |  |       |       |       |       |       |  |
|  |                  |                  | 2                | Ashley Cooper    | 4                | 6                | 6                | 2 | 3             |              |             |             |             |              |             |             |   |  |       |       |       |       |       |  |
|  | 10               | Neale Fraser     | 2                | Ashley Cooper    | 4                | 6                | 6                | 2 | 3             | 6            | 6           | 5           | 6           | 3            |             |             |   |  |       |       |       |       |       |  |
|  | 10               | Neale Fraser     |                  |                  |                  |                  |                  |   |               |              |             | 5           | 6           | 3            |             |             |   |  |       |       |       |       |       |  |
|  | 2                | Ashley Cooper    | 0                | 8                | 7                | 4                | 6                |   |               |              |             |             |             |              |             |             |   |  |       |       |       |       |       |  |
|  | 2                | Ashley Cooper    | 0                | 8                | 7                | 4                | 6                |   |               |              |             |             |             |              |             |             |   |  |       |       |       |       |       |  |
|  |                  |                  |                  |                  |                  |                  |                  |   |               |              |             |             |             |              |             |             |   |  |       |       |       |       |       |  |

#### Torneo individual  femenino
|  | Cuartos de final | Cuartos de final    | Cuartos de final | Cuartos de final | Cuartos de final |    |                 | Semifinales | Semifinales | Semifinales | Semifinales | Semifinales |  |   | Final           | Final | Final | Final |  |
|  |                  |                     |                  |                  |                  |    |                 |             |             |             |             |             |  |   |                 |       |       |       |  |
|  |                  |                     |                  |                  |                  |    |                 |             |             |             |             |             |  |   |                 |       |       |       |  |
|  | 1                | Shirley Bloomer     | 6                | 6                |                  |    |                 |             |             |             |             |             |  |   |                 |       |       |       |  |
|  | 1                | Shirley Bloomer     | 6                | 6                |                  |    |                 |             |             |             |             |             |  |   |                 |       |       |       |  |
|  | 9                | Zsuzsi Kormoczy     | 1                | 1                |                  |    |                 |             |             |             |             |             |  |   |                 |       |       |       |  |
|  | 9                | Zsuzsi Kormoczy     | 1                | 1                |                  | 1  | Shirley Bloomer | 6           | 2           | 6           |             |             |  |   |                 |       |       |       |  |
|  |                  |                     |                  |                  |                  | 1  | Shirley Bloomer | 6           | 2           | 6           |             |             |  |   |                 |       |       |       |  |
|  |                  |                     | 13               | Vera Puzejova    | 4                | 6  | 4               |             |             |             |             |             |  |   |                 |       |       |       |  |
|  | 13               | Vera Puzejova       | 13               | Vera Puzejova    | 4                | 6  | 4               | 6           | 5           | 8           |             |             |  |   |                 |       |       |       |  |
|  | 13               | Vera Puzejova       |                  |                  |                  |    |                 |             |             | 8           |             |             |  |   |                 |       |       |       |  |
|  | 5                | Darlene Hard        | 3                | 7                | 6                |    |                 |             |             |             |             |             |  |   |                 |       |       |       |  |
|  | 5                | Darlene Hard        | 3                | 7                | 6                |    |                 |             |             |             |             |             |  | 1 | Shirley Bloomer | 6     | 6     |       |  |
|  |                  |                     |                  |                  |                  |    |                 |             |             |             |             |             |  | 1 | Shirley Bloomer | 6     | 6     |       |  |
|  |                  |                     | 2                | Dorothy Knode    | 1                | 3  |                 |             |             |             |             |             |  |   |                 |       |       |       |  |
|  |                  | Ann Haydon          | 2                | Dorothy Knode    | 1                | 3  | 6               | 6           |             |             |             |             |  |   |                 |       |       |       |  |
|  |                  |                     |                  |                  |                  |    |                 | 6           |             |             |             |             |  |   |                 |       |       |       |  |
|  | 3                | Christiane Mercelis | 2                | 1                |                  |    |                 |             |             |             |             |             |  |   |                 |       |       |       |  |
|  | 3                | Christiane Mercelis | 2                | 1                |                  |    | Ann Haydon      | 4           | 8           |             |             |             |  |   |                 |       |       |       |  |
|  |                  |                     |                  |                  |                  |    | Ann Haydon      | 4           | 8           |             |             |             |  |   |                 |       |       |       |  |
|  |                  |                     | 2                | Dorothy Knode    | 6                | 10 |                 |             |             |             |             |             |  |   |                 |       |       |       |  |
|  | 10               | Heather Brewer      | 2                | Dorothy Knode    | 6                | 10 | 1               | 7           |             |             |             |             |  |   |                 |       |       |       |  |
|  | 10               | Heather Brewer      |                  |                  |                  |    |                 |             |             |             |             |             |  |   |                 |       |       |       |  |
|  | 2                | Dorothy Knode       | 6                | 9                |                  |    |                 |             |             |             |             |             |  |   |                 |       |       |       |  |
|  | 2                | Dorothy Knode       | 6                | 9                |                  |    |                 |             |             |             |             |             |  |   |                 |       |       |       |  |
|  |                  |                     |                  |                  |                  |    |                 |             |             |             |             |             |  |   |                 |       |       |       |  |